# Józef Milicer

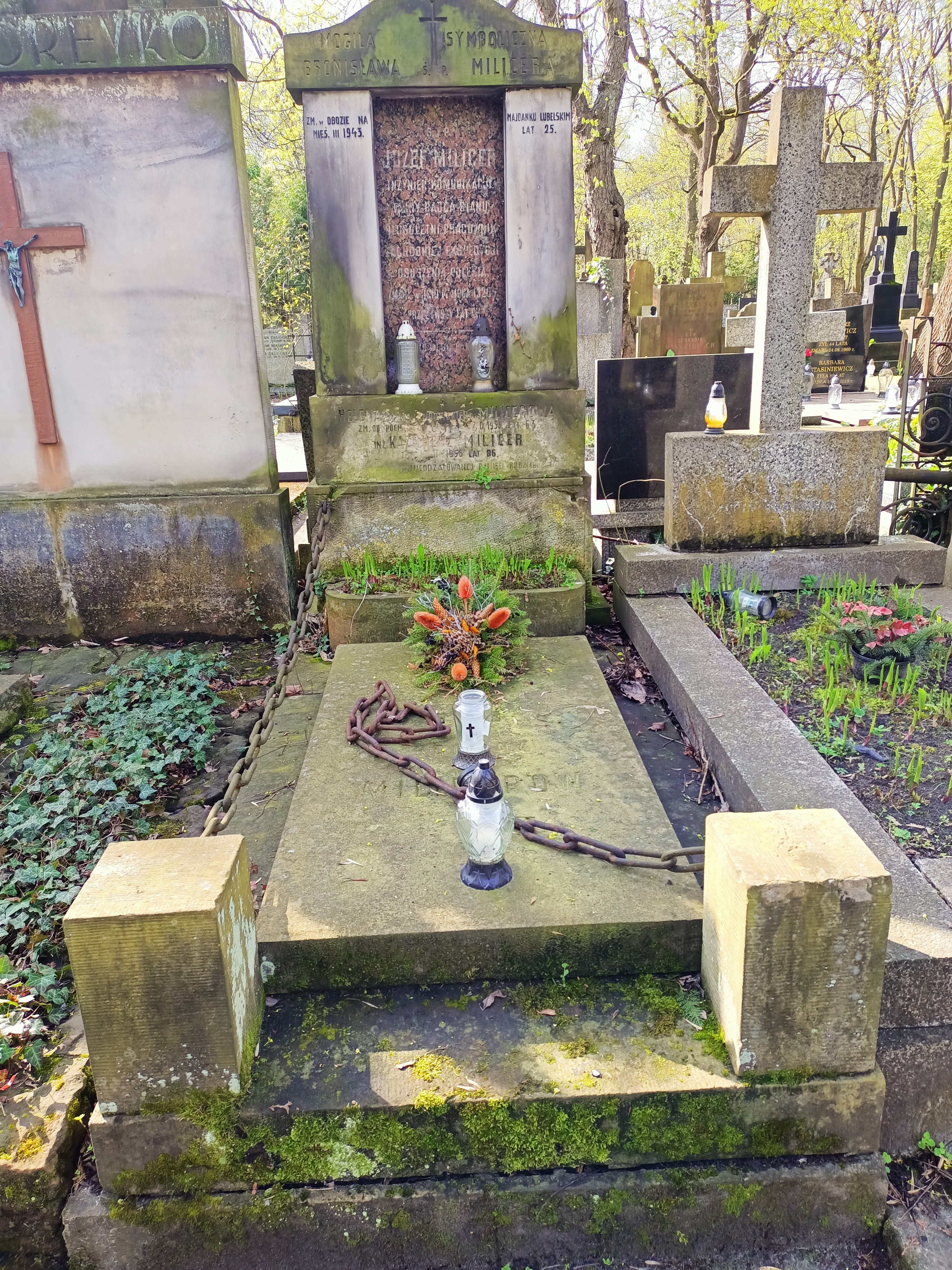
Grób Józefa Milicera na Cmentarzu Powązkowskim w Warszawie

Józef Franciszek Milicer (ur. 1851, zm. 14 lipca 1920 w Warszawie) – polski inżynier komunikacji.
Absolwent Instytutu Inżynierów Komunikacji w Petersburgu (1875). Tajny radca stanu. Przez wiele lat uczestniczył w programie osuszania błot na Polesiu.
Pochowany na Cmentarzu Powązkowskim w Warszawie (kwatera 19, rząd 1, miejsce 9).

## Życie prywatne
Syn Karola i Franciszki z Nowakowskich. Jego bratem był inżynier komunikacji Kazimierz Karol Milicer (1869-1956).